# Валамир
Валамир (Walamer; * ок. 425, † ок. 470, паднал в битка) e от 440 до 470 г. крал на остготите от династията на Амалите и по-стар син на Вандалар.

## Управление
Неговите по-млади двама братя Тиудимир (Теодемир) и Видимир (Видемар) му помагат в управлението и господството над някои части от царството.
Остготите са поробени от хуните. Когато Атила тръгва срещу Рим и вестготите в Галия, те трябва да се бият срещу свои племенни роднини и кралят на вестготите пада в Битка на Каталаунските полета (451) от меча на остгота Андагес. Едва след смъртта на Атила (453), на остготите се отдава възможност да се освободят от разпадащото се хунско царство.
Валамир взема престола между Зарица (Saritza, Scarniunga) и Раба (Raab, aqua nigra), Тиудимир на Нойзидлер Зе (See Pelsodis, Neusiedler See), Видимир в средата между двамата между Драва и Сава. Кралската титла носи все още само Валамир, но териториите са така отдалечени, че хуните го нападат, без братята да могат да му помогнат. Този опит на синовете на Атила да победят готите е последен. Валамир сам успява да отблъсне нападението, и в деня, когато в залата на Тиудимир пристига съобщението за победата, жената на Тиудимир Ерелиева ражда едно момче – бъдещият Теодорих Велики (ок. 454).
Добрите отношения с Византия са влошени след около седем години от друг готски вожд, Теодорих Кривогледия (Страбон), синът на Триарий, който печели за себе си и неговите хора годишните помощи от пари и зърнени продукти, които по договор Византия дължи на династията на Амалите. Чрез нападение над Илирия Амалите задължават императора да изпълни договора и им изплаща годишно стоки за 300 фунта злато (около 135 кг). Затова братята се задължават да пазят тази граница и Туидимир изпълнява с голямо неудоволствие желанието на брат си крал Валамир да пусне осемгодишния си син Теодорих като заложник във Византия (ок. 462), който много бързо печели там голямото внимание на император Лъв I, „защото той е много фино момче“.
Когато Валамир пада във войната против скирите, Тиудимир го наследява, а брат им Видимир остава подчинен.